# Cappella di Nostra Signora della Guardia
La cappella di Nostra Signora della Guardia è un luogo di culto cattolico situato nella località di Dano nel comune di Sassello, in provincia di Savona. Si trova lungo la strada che da Vara Inferiore (frazione di Urbe) conduce alla frazione sassellese di Piampaludo.

## Storia e descrizione
La cappella è lunga circa 10 m, dotata di sacrestia e campanile realizzato nel 1877. L'edificio fu eretto in segno di ringraziamento da un marinaio per essersi salvato da un naufragio.
A navata unica con volta a botte, presenta all'interno un unico altare (il maggiore) in pietra e calce, dietro al quale si apre una nicchia con una statua della Vergine. Non ha decorazioni alle pareti e opere di rilievo all'interno.
Nel mese di agosto hanno luogo i festeggiamenti dedicati alla Madonna nella zona antistante la chiesetta e presso l'antico mulino vicino.

## Voci correlate

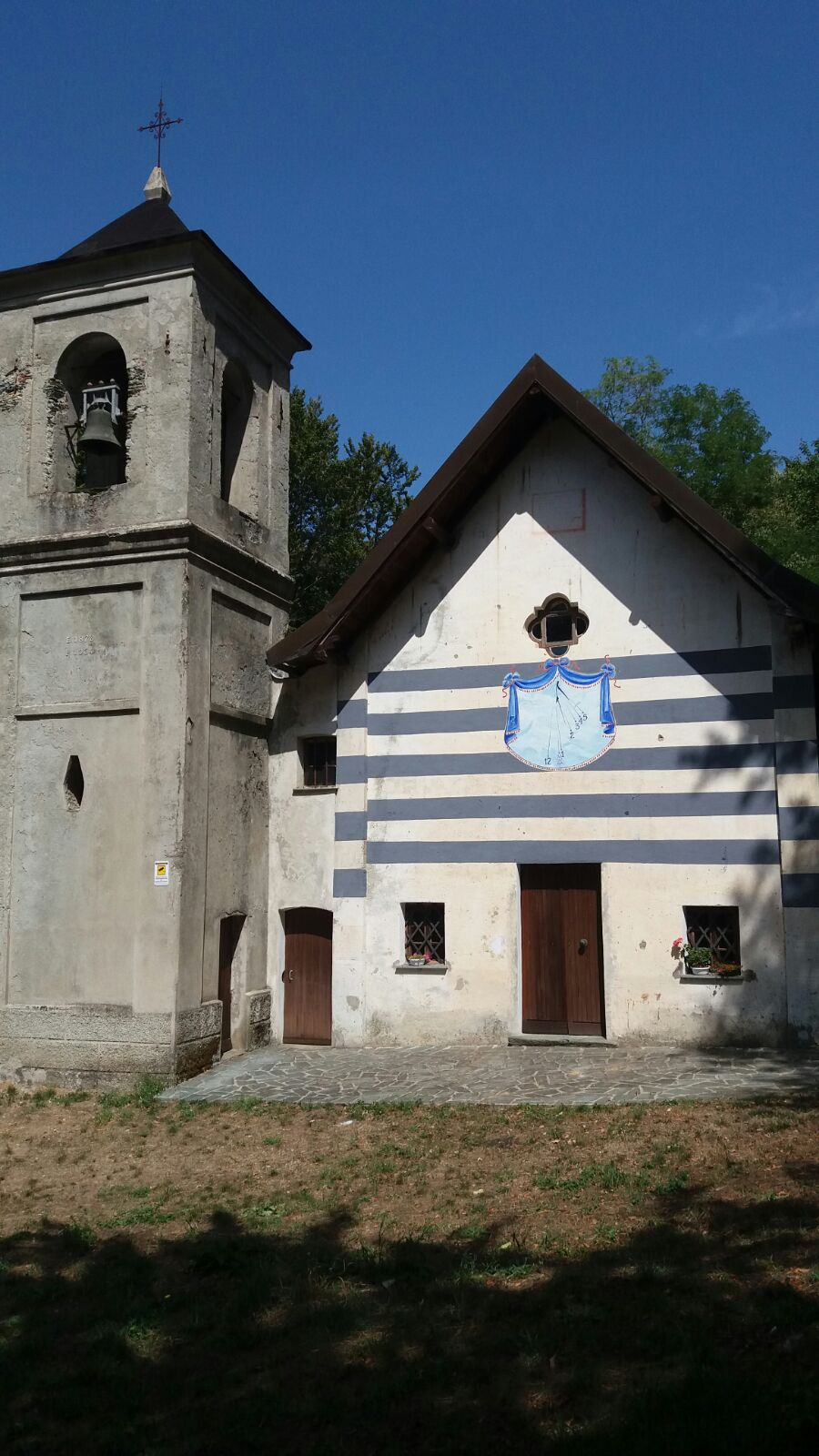
La Cappella dopo la ristrutturazione del 2017

## Altri progetti

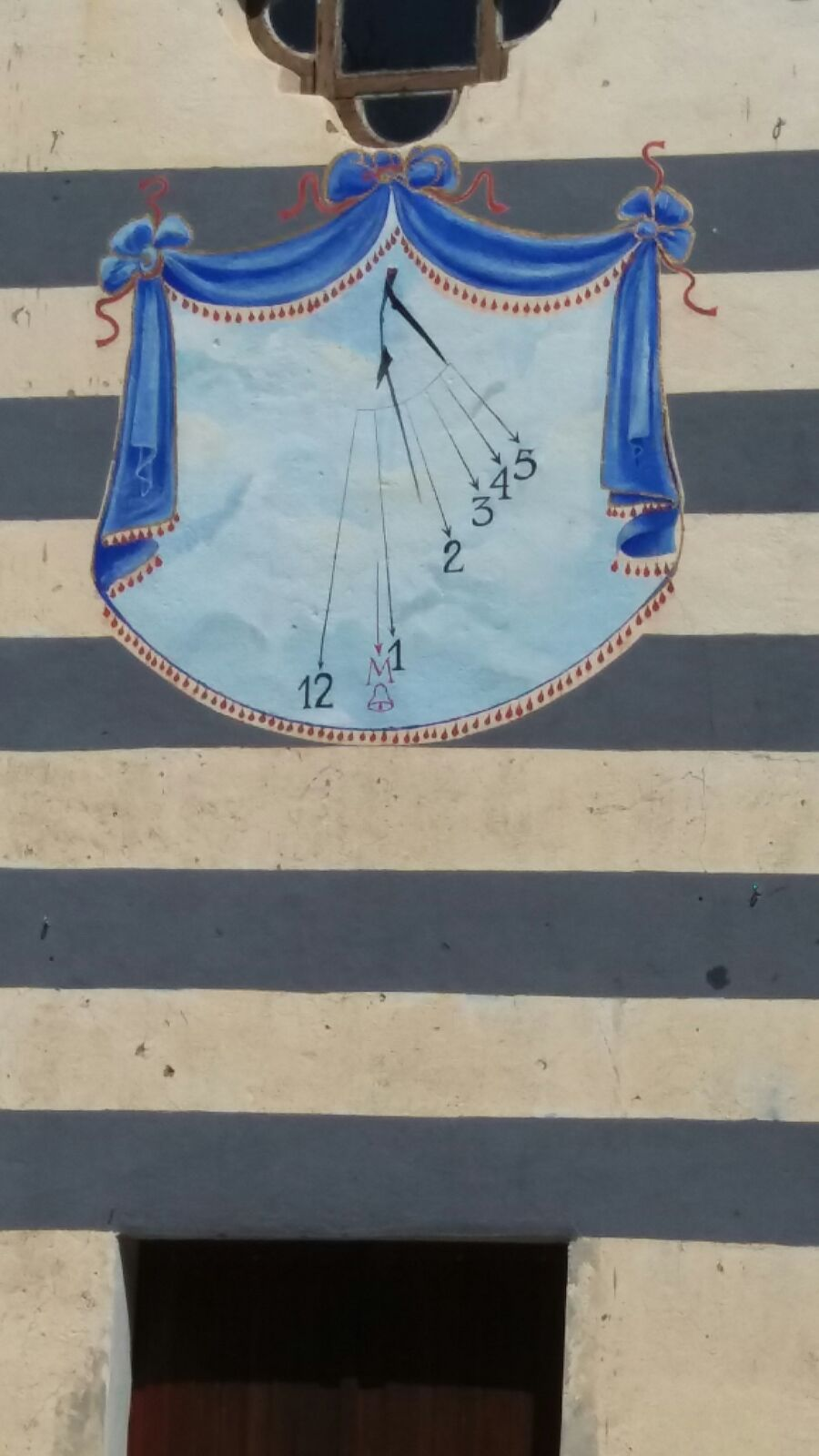
Particolare della meridiana dopo la ristrutturazione del 2017